# Speranza Scappucci
Speranza Scappucci (* 9. April 1973 in Rom) ist eine italienische Dirigentin und Pianistin.

## Leben

### Ausbildung, Pianistin und Korrepetitorin
Speranza Scappucci absolvierte ein Klavierstudium am Conservatorio di Musica Santa Cecilia in Rom, an der Juilliard School in New York City machte sie eine Ausbildung zur Korrepetitorin. Als Pianistin trat sie unter anderem 1999 in der Alice Tully Hall des Lincoln Centers mit der bulgarischen Mezzo-Sopranistin Mariana Karpatova auf und debütierte 2001 an der Carnegie Hall mit Mozarts Klavierkonzert KV 466. Von 2001 bis 2006 war Scappucci Korrepetitorin beim Glyndebourne Festival, ab 2007 arbeitete sie an der Metropolitan Opera mit James Levine sowie mit Riccardo Muti bei den Salzburger Festspielen und am Teatro dell’Opera di Roma als Korrepetitorin und musikalische Assistentin zusammen. Außerdem war sie an der New York City Opera, der Lyric Opera of Chicago und an der Santa Fe Opera als Korrepetitorin tätig.

### Wirken als Dirigentin
2012 gab sie ihr Debüt als Dirigentin im Rahmen der Yale Opera der Yale School of Music mit Così fan tutte, 2013 folgte dort I Capuleti e i Montecchi. Weitere Dirigate folgten 2013/14 unter anderem beim Glimmerglass Festival sowie an der Scottish Opera in Glasgow und der Finnish National Opera in Helsinki, wo sie Aufführungen von Mozarts Don Giovanni leitete. 2015 dirigierte sie unter anderem an der Washington National Opera die Rossini-Oper La Cenerentola, an der Santa Fe Opera die Opéra comique La fille du régiment und am Mariinski-Theater die Verdi-Oper Attila. 2016 debütierte sie an der LA Opera in Los Angeles mit einem Dirigat von La Bohème, am Amsterdamer Concertgebouw mit Mozarts Großer Messe in c-Moll und beim Rossini Opera Festival Pesaro mit der Opera buffa Il turco in Italia.
2016 wirkte sie erstmals als Dirigentin an der Wiener Staatsoper, wo sie zuvor bereits als Korrepetitorin und Pianistin engagiert war. 2017 dirigierte sie bei der Eröffnung des Wiener Opernballes. Weiters leitete sie unter anderem Così fan tutte an der Opera di Roma und La fille du régiment am Opernhaus Zürich. 
2017 folgte sie Paolo Arrivabeni als Chefdirigentin der Opéra Royal de Wallonie nach. Hier dirigierte sie eine Neueinstudierung von Manon Lescaut und 2018 eine Neuproduktion von Carmen. 2019 leitete sie das Freiluftkonzert der Wiener Symphoniker im MuseumsQuartier.  2020 dirigierte sie beim Grafenegg Festival ein Konzert mit den Wiener Symphonikern und den Solisten Anna Netrebko und Yusif Eyvazov. Ihren bis Ende der Saison 2021/2022 laufenden Vertrag als Chefdirigentin der Opéra Royal de Wallonie ließ sie nicht verlängern.
Im Januar 2022 dirigierte sie als erste Frau an der Mailänder Scala, wo sie Bellinis Oper I Capuleti e i Montecchi als Ersatz für Evelino Pidò leitete.  Im selben Jahr hatte sie ihr Debüt an der New Yorker Metropolitan Opera mit Rigoletto, 2024 dirigierte sie dort La Rondine.
2023 wurde bekannt, dass sie ab der Saison 2025/26 Erste Gastdirigentin am Royal Opera House in London werden soll.

## Diskografie (Auswahl)
- Wolfgang Amadeus Mozart: Opera arias. Mit Marina Rebeka (Sopran), Royal Liverpool Philharmonic Orchestra, Leitung: Speranza Scappucci (Warner Music; 2013)
- Il Mio Canto. Mit Saimir Pirgu (Tenor), Orchestra del Maggio Musicale Fiorentino. Leitung: Speranza Scappucci (Opus Arte; 2016)
- My Double Bass. Mit Ödön Rácz (Kontrabass), Noah Bendix-Balgley (Violine), Franz-Liszt-Kammerorchester, Leitung: Speranza Scappuccim (Deutsche Grammophon:2019)